# Казачья сирома
Сиро́ма, сирома́ (укр. cірома или укр. сїрома), сирома́ха (укр. сіромаха) или голо́та (укр. голота) – бедные, малоимущие люди, в частности, просто казаки, бедная часть населения Запорожской Сечи, часто лишённая собственного жилья и средств производства. Казацкая сирома сознавала свое положение и имела право в чрезвычайных случаях собираться на «черные советы» — советы без участия старшины, зажиточных казаков.
В 1768 году На Запорожье вспыхнул так называемый «бунт сиромы» против гнета старшины и зажиточной верхушки казачества.

## Происхождение слова
Слово сирома очевидно связано со словом сирота, которое восходит к праславянскому *sirъ (осиротевший). Украинское корневое cі- на месте более древнего си- появилось вследствие сближения со словами сірий, сіряк, то есть убогий. Слово голота вероятно происходит от слова голый.
Родственно украинским словам сірома (бездомный неженатый казак), сіроманець (простой крестьянин), сирома, сіромашня, сіромашшя, сіромаша, сиромаття (всё — беднота), сироманка («бедная осиротевшая женщина»), а также сорохман, сорохман (бедолага,лоботряс; крикун). Однокоренные слова в других языках: рус. сиромаха (сирота) и сиромах (бродячий монах, не имеющий постоянного места пребывания), а также болг. сиромах, серб. сиромах, словен. siromák, макед. сиромав (все — бедняк, бедняга).

## В украиноязычной литературе
Встречается в произведениях Тараса Шевченко (с ударением сиро́ма), а также и в произведениях других украинских авторов, например:
Ти не лукавила зо мною,
Ти другом, братом і сестрою
Сіромі стала…
«Доля» (1858)
Придбав сірома грошенят,
Одежу справив, жупанину…
«Москалева криниця» (1857)
Олексо, ти ж не відчував 
Ні разу солодощів втоми, 
Бо ти, знедолений сірома, 
Багатим силу віддавав…
Любовь Забашта
Закипіла на Вкраїнї страшенна трівога,
як на шляхту підняла ся сїрома убога.
«Кумейки», Пантелеймон Кулиш